# Teorema di Löwenheim-Skolem

Schema del teorema di Löwenheim-Skolem

In teoria dei modelli, il teorema di Löwenheim-Skolem, enunciato da Leopold Löwenheim nel 1915 e dimostrato completamente nel 1920 da Thoralf Skolem, stabilisce che se un insieme di formule chiuse di una logica del primo ordine ammette un modello infinito, allora ammette un modello di una qualsiasi cardinalità infinita maggiore o uguale al cardinale del linguaggio e dell'insieme delle formule. Il risultato è spesso presentato sotto forma di due teoremi: il teorema di Löwenheim-Skolem ascendente e il teorema di Löwenheim-Skolem discendente.